# Кесарево сечение
Ке́сарево сече́ние  (лат. Caesarea «цезарев» и sectio «разрез») — хирургическая операция, при которой роды проходят посредством разреза в брюшной полости матери. Проводится чаще всего в тех случаях, когда вагинальные роды подвергают ребёнка или мать риску.

## История операции
По дошедшим до сегодняшнего момента сведениям, кесарево сечение является одной из самых древних операций. 
После расшифровки содержания глиняных табличек было установлено, что кесарево сечение было известно в Ассирии и Вавилоне.
В мифах Древней Греции описано, что с помощью этой операции были извлечены из чрева умерших матерей Асклепий и Дионис. В древнем Риме в конце VII века до нашей эры был издан закон, по которому погребение погибшей беременной женщины производили только после извлечения ребёнка путём чревосечения. Впоследствии эту манипуляцию производили и в других странах, но только умершим женщинам. В XI веке «Кесарево сечение» было описано в книге газневидского учёного аль-Бируни с соответствующими иллюстрациями как проводить операцию. В XVI веке придворный врач французского короля Амбруаз Паре впервые начал выполнять кесарево сечение живым женщинам. Но исход всегда был смертельным. Ошибкой Паре и его последователей было то, что разрез на матке не зашивали, рассчитывая на её сократительную способность. Операцию выполняли только для спасения ребёнка, когда жизнь матери спасти было уже нельзя.
Лишь в XIX веке было предложено удалять матку во время операции, летальность в результате снизилась до 20-25 %. Через пять лет после этого матку начали зашивать специальным трехэтажным швом. Так начался новый этап операции кесарева сечения. Её стали выполнять уже не только умирающей, но и в целях спасения жизни самой женщины. С началом эры антибиотиков в середине XX столетия исходы операции улучшились, смертельные случаи во время неё стали редкостью. Это послужило причиной расширения показаний к кесареву сечению и со стороны матери, и со стороны плода.
Первое достоверное кесарево сечение на живой женщине было произведено в 1610 году хирургом Траутманном (I. Trautmann) из Виттенберга. Ребёнок был извлечён живым, а мать умерла через 4 недели (причина смерти предположительно не связана с операцией). Второе кесарево сечение выполнил австро-венгерский врач-акушер, профессор, получивший прозвище «спаситель матерей» — Игнац Филипп Земмельвейс.
В России первое кесарево сечение было сделано в 1756 году Иоганном-Фридрихом Эразмусом.
Также одним из первых в России кесарево сечение стал практиковать хирург Эдуард Христианович Икавитц.
В 2000 году мексиканка Инес Рамирес Перес успешно сделала кесарево сечение сама себе. Данный случай был детально описан в Международном журнале гинекологии и акушерства.

## Этимология
Наиболее вероятно, что название хирургической операции связано с латинской поговоркой a caesō mātris uterō («вырезанный из чрева матери»), предположительно давшей имя самому роду Цезаря. Поговорка была связана с тем, что латинский свод законов Leges regiae («Королевский закон») предписывал удалять нерождённого ребёнка из чрева умершей матери. В Древнем Риме существовало культурное табу на похороны беременных женщин, и кесарево сечение обеспечивало выживаемость определённого количества детей, появившихся на свет таким способом. Поговорка, в переносном значении, означала «Выживший несмотря ни на что».
Вопреки народной этимологии, Гай Юлий Цезарь не появлялся на свет методом кесарева сечения. Несмотря на то, что данная операция в Древнем Риме была известна, и успешно проводилась, её применяли либо к уже погибшей матери, либо последствия операции были летальными: нет ни одного письменного свидетельства о матери, выжившей после кесарева сечения в то время. Также известно, что мать Юлия Цезаря Аврелия Котта умерла в 54 году до н. э., когда самому Цезарю было не меньше 46 лет. Сомнение по поводу возможности того, что женщина, подвергнувшаяся такой операции в то время, могла выжить, выразил уже в XII веке еврейский врач Маймонид. Аналогично, теория о том, что дети, появившиеся на свет методом кесарева сечения, назывались в Древнем Риме Caeso, является псевдоэтимологией, популяризированной Плинием Старшим.

## Показания

### Плановое кесарево сечение
Плановым кесаревым сечением является операция, показания для проведения которой определены до разрешения беременности. В эту же категорию входит кесарево сечение по желанию. При плановом КС разрез делается горизонтально. Показаниями являются:
- Анатомически узкий таз II и III степени
- Предлежание плаценты — плацента располагается над шейкой матки, закрывая пути выхода для ребёнка. Или же у женщины наблюдается краевое предлежание плаценты
- Механические препятствия, мешающие проведению естественных родов, например, миома в области шейки матки
- Неполноценный рубец на матке (кесарево сечение в анамнезе, миомэктомия, перфорация во время аборта и т. д.)
- Заболевания, не связанные с беременностью, при которых естественные роды представляют угрозу для здоровья матери (заболевания сердечно-сосудистой системы, почек; отслойка сетчатки в анамнезе; выраженное варикозное расширение вен шейки матки, влагалища и вульвы)
- Осложнения беременности, создающие угрозу жизни матери при родах (тяжёлая преэклампсия, эклампсия)
- Переломы костей таза и поясничного отдела позвоночника в анамнезе
- Тазовое предлежание или поперечное положение плода
- Многоплодная беременность при тазовом предлежании первого плода
- Генитальный герпес в III триместре беременности (необходимо избежать контакта ребёнка с половыми путями)
- ВИЧ-инфекция матери, для исключения риска заражения ребёнка из-за микротравм при прохождении родовых путей.

### Экстренное кесарево сечение
Экстренным кесаревым сечением считается операция, проводимая, когда в ходе естественных родов возникли осложнения, угрожающие здоровью матери или ребёнка. При экстренном КС разрез делается обычно вертикально. Возможные причины:
- Клинически узкий таз (несоответствие размеров таза размерам плода, выявленное в родах);
- Слабость родовой деятельности или полное её прекращение;
- Преждевременная отслойка нормально расположенной плаценты (прекращается снабжение плода кислородом и возможно смертельно опасное кровотечение);
- Угрожающий и начинающийся разрыв матки;
- Выпадение пуповины;
- Состояние агонии или смерть матери при живом плоде;
- Острая гипоксия плода.

## Противопоказания к плановому КС
- Внутриутробная гибель плода (исключением является смерть плода в результате полного разрыва матки)
- Пороки развития плода, несовместимые с жизнью
- Недоношенность плода, что делает его нежизнеспособным[11]
- Нарушение свертываемости крови у матери.

## Анестезия
Кесарево сечение обычно (до 95 % случаев) проводится под регионарной (спинальной или эпидуральной) анестезией. При этом обезболивается только нижняя часть туловища, женщина может сразу же после извлечения ребёнка из матки взять его в руки и приложить к груди.
В случае экстренного кесарева сечения или плохого психо-эмоционального состояния женщины иногда приходится прибегнуть к общей комбинированной анестезии (эндотрахеальный наркоз).

## Операция
До операции предварительно бреют лобок и вставляют катетер в мочевой пузырь для его опорожнения. Пустой мочевой пузырь не будет давить на матку, что будет способствовать лучшему её сокращению в послеродовом периоде, а также будет меньше вероятность его повреждения в ходе операции. После проведения анестезии женщину укладывают на операционный стол и отгораживают верхнюю часть туловища ширмой.
Хирург делает горизонтальный разрез передней брюшной стенки над лобком, в экстренных случаях производится вертикальный разрез от пупка до лобка, чтобы как можно быстрее вынуть ребёнка. Если остался шрам от прежних беременностей, закончившихся кесаревым сечением, новый разрез делается на этом же месте, предварительно иссекается старый рубец на коже. Затем хирург раздвигает мышцы, убирает в сторону мочевой пузырь, делает разрез на матке и вскрывает плодный пузырь. Врач извлекает ребёнка и пересекает пуповину, после этого рукой удаляется плацента. Разрез на матке зашивают, восстанавливают брюшную стенку и накладывают швы или скобки на кожу. Вся операция длится 20-40 минут.
Если был установлен дренаж, помещённый в мышечную ткань живота, то он удаляется через 2—3 дня после операции; через 5—6 дней снимаются швы/скобки с кожи.

## После операции
Сутки после операции ведётся круглосуточное наблюдение за состоянием женщины. Прописываются обезболивающие средства, препараты, способствующие сокращению матки, и препараты для восстановления функции желудочно-кишечного тракта. Также иногда прописывают антибиотики. В настоящее время считается, что если нет продолжающегося кровотечения, то внутривенные вливания жидкости не нужны и даже вредны, так как вызывают отёк стенки кишечника. Максимально ранняя активизация (до 4—6 часов после операции) при достаточном обезболивании, раннее начало приема жидкости и пищи (концепция Fast Track Recovery) доказанно сокращают время реабилитации после операции и в несколько раз снижают количество послеоперационных осложнений. Особенно важно раннее прикладывание ребёнка к груди для лучшего сокращения матки и стимуляции лактации.

## Преимущества и недостатки кесарева сечения

### Преимущества
- Безопасные роды у женщин с клинически узким тазом
- Избегание возможной родовой травмы, которая является угрозой здоровью и жизни ребёнка
- Влагалище не растягивается, отсутствуют швы на промежности от хирургических вмешательств (эпизиотомия, перинеотомия), поэтому не возникает проблем с половой жизнью
- Избегание геморроя и опущения органов малого таза
- Не происходит деформации головки ребёнка при прохождении через родовые пути
- Избегание возможного смещения (перекоса) тазовых костей и крестца
- Избегание возможных разрывов промежности[15]
- Избегание возможного повреждения сфинктера прямой кишки, а также передней стенки прямой кишки (при разрыве промежности III и IV степени)
- Избегание болевого шока в случае низкого болевого порога роженицы
- Возможность медицинской стерилизации (перевязывание труб как способ безопасной контрацепции), показания более 35 лет и/или наличие не менее 2 детей.

### Недостатки
- Возможность попадания инфекции в брюшную полость матери
- Вероятность серьёзных, в том числе фатальных осложнений для матери примерно в 3 раза выше, чем при родах через естественные родовые пути[16]
- Затруднено начало лактации (в основном, в случае экстренного проведения операции)
- Рубец на матке после кесарева сечения служит причиной необходимости долговременного перерыва между случившимися и следующими родами (если таковые планируются)

## В культуре
Литературные герои, появившиеся на свет путём кесарева сечения:
- Рустам
- Вёльсунг
- Макдуф, персонаж пьесы Шекспира «Макбет»
- Исаак и Иви (Райчел Мид, серия «Тёмный лебедь», книга «Тень наследника»)